# Levélpetrezselyem
A levélpetrezselyem vagy metélőpetrezselyem egy fűszer- és dísznövény, amely a Petroselinum crispum növényfajnak két változatát foglalja össze.
Mindkettőt kizárólag lombjáért termesztik, amely a gyökérpetrezselyeménél dúsabb, dekoratívabb.
Gyökérzete kezdetben vékony, később elérheti a ceruzavastagságot is, de elágazó és legtöbbször összegabalyodott, ezért azt nem érdemes felhasználni.
Cserépbe ültetve nemcsak díszíti a lakást, hanem hasznos is a téli vitaminszegény hónapokban. Szabadföldbe már február végétől ültethető, az ilyen korai vetést május végétől szedhetjük. Egy-egy bokor kétharmadát tőből kitörve gyűjtsük!
Használhatjuk levesek, szendvicsek, hidegtálak, de bármely étel ízesítésére, díszítésére. A fodros metélőpetrezselyem illóolaj-tartalma kisebb mint a simalevelűé, ezért lehetőleg nyers állapotban fogyasztják vagy csak a főzés, sütés végén teszik az ételbe.

## A két leveles változat
- fodros metélőpetrezselyem (Petroselinum crispum var. crispum) - az utóbbi években a kertekben gyorsan terjed. Gyökerei elágazóak és tömegük jelentéktelen. Annál értékesebb viszont a lombja, amit folyamatos szedés mellett is állandóan fejleszt a növény. A kertben áttelelve kora tavasszal friss, jóízű leveleket hajt, ezeket addig lehet szedni, amíg az új vetés megerősödik. Íze azonban nem olyan intenzív, mint a gyökérpetrezselyemé. Júniusban a tavalyi vetésű növények magszárba mennek. Zöldségágyak, sőt virágágyak szegélyezésére is lehet ültetni, így egyidejűleg díszít és hasznot is hoz. Legismertebb fajtája a mohafodrozatú metélőpetrezselyem, amelynek a neve nagyon találó: levelei fodrozottak, csipkés szélűek, halványzöldek.
- sima levelű metélőpetrezselyem (Petroselinum crispum var. neapolitanum) - az előbbinél sötétebb, sima levelei vannak, amelyek jóval erősebb aromával rendelkeznek.